# アン・ソンジュ
アン・ソンジュ（安 宣柱、朝: 안 선주、英: Sun-Ju Ahn、1987年8月31日 - ）は大韓民国京畿道出身の女子プロゴルファー。所属はナショナルビーフ。

## 来歴
父親の影響により、13歳からゴルフを始める。
アマチュア時代には韓国代表チームにも選出された他、2004年には韓国女子プロゴルフ協会（KLPGA）ツアー「ハイトカップ女子オープン」で2位になる。
2005年にKLPGAに入会しプロ転向。
KLPGAツアーでは2006年から2009年までに通算7勝をあげ、年間獲得賞金ランキング（賞金ランク）の最高位は2007年と2009年の3位。しかしながら韓国では選手の実力よりも容貌を重視する考えが強く、アンに注目する韓国人はいなかった。そればかりか一部企業がアンに整形手術を勧めてきた事もあり、このような雰囲気から逃れるために、日本進出を決めた。同年日本女子プロゴルフ協会（JLPGA）ファイナルクォリファイングトーナメントで2位となった。
2010年からJLPGAツアーに参戦、初出場の「ダイキンオーキッドレディスゴルフトーナメント」で同ツアー初優勝を飾った。同年は通算4勝をあげ、同ツアー参戦1年目にして賞金女王となった。韓国人選手が同ツアーで賞金女王となるのはアン・ソンジュが初で、外国人選手としても台湾の涂阿玉以来19年振りの快挙であった。
2011年1月1日付でJLPGA入会、83期生となる。同年は「ゴルフより精神面が強くなった」と自身が語るように安定した強さをみせみせ、「ワールドレディスチャンピオンシップサロンパスカップ」でのJLPGAツアー公式戦初勝利を含む4勝をあげ、2年連続で賞金女王となる。
2012年は開幕戦で初の予選落ちとなるが岡本綾子のアドバイスなどを受けて復調、「ワールドレディスチャンピオンシップサロンパスカップ」を含む3勝をあげ、賞金ランク4位。来日3年目となるアンはインタビューの受け答えも出来るまで日本語も上達、朴仁妃、モーガン・プレッセルとのプレーオフを制した「ワールドレディスチャンピオンシップサロンパスカップ」では「日本の代表という気持ちで戦いました」「韓国よりも今は（長い時間）日本にいる。多くの人に愛されていると思います」と語っている。
2013年6月の「ニチレイレディス」2日目の5番ホール第2打地点でハウスキャディが方位磁石を使用した行為が「人工の機器を使用した」としてゴルフ規則14－3（当時、2019年ゴルフ規則の4.3a）に抵触するとして失格となった。同年はニチレイ以外の出場26試合中25試合で予選通過、「CAT Ladies」と「ニトリレディスゴルフトーナメント」で2週連続優勝があり、賞金ランクは4位であった。
2014年9月の日刊ゲンダイのインタビューで「30歳または日本ツアーであと4勝（＝通算20勝）したらプロゴルファーを引退する」と発言。同年は出場した25試合全てで予選を通過し5勝、3年ぶり3度目の賞金女王に輝いた。
2015年は7月の「センチュリー21レディスゴルフトーナメント」で優勝したのち、全米女子プロゴルフ協会（USLPGA）共催の「TOTOジャパンクラシック」でUSLPGAツアー初優勝。この時のインタビューで20勝での引退については撤回し、改めて30歳での引退を宣言。
2016年は2勝で、賞金ランク9位、2017年は1勝で、賞金ランク10位。
2018年に30歳を迎え、持病の頸椎椎間板ヘルニアに悩まされてもいたが、「引退したいという気持ちがなくなってはいないが、もう少し上に行ってお世話になった人へ恩返しをしたい」「永久シードが取れれば光栄」と語り現役続行。同年10月の「NOBUTA GROUP マスターズGCレディース」でシーズン5勝目をあげると、生涯獲得賞金10億円を達成、出場226試合での達成は当時JLPGAツアー史上最速であった（2020年に申ジエが207試合で更新）。最終的に4年ぶり4度目の賞金女王に輝いた。
2019年は優勝はなかったものの、賞金ランク20位となり、JLPGAツアー参戦以来10年連続のシード入りとなった。
2020年は新型コロナウイルス感染症の影響もあり日本へ入国できず、永久シード権を持つKLPGAのツアーに出場した。12月末には双子を妊娠し、産休に入った。
2021年4月下旬には出産を終え、11月にKLPGAツアーへ出場。
当初は2022年3月のJLPGAツアー復帰を目標としていたが、育児の都合によりJLPGAの産休をもう1年消化して引き続き韓国に残り、2022年シーズンはKLPGAツアーに専念する。翌2023年もKLPGAツアーの開幕戦にエントリー、JTBC GOLFの番組で「出産してから優勝できていない。今シーズン、韓国でよい結果を残すことが大きな目標」と語った。
2024年8月、4年9か月ぶりにJLPGAツアーに出場した。なお、産休復帰の申請ミスによりJLPGAのシード権を喪失しており、主催者推薦での出場となった。

## 通算成績

### KLPGAツアー（7勝）
※本項の成績はKLPGAプロフィールページの各年度に基づく、大会名は出場当時で表記し、太字はメジャー大会である。
| No. | 年月日        | トーナメント                             | スコア             | 打差   | 2位                                      |
| --- | ------------- | ---------------------------------------- | ------------------ | ------ | ---------------------------------------- |
| 1   | 2006年5月13日 | KB Star Tour First Tourney in Yongin     | −16 (65-66-69=200) | 1 打差 | Na Yeon Choi                             |
| 2   | 2007年4月21日 | KB Star Tour First Tourney in Busan      | +4 (68-76-76=220)  | 1 打差 | Moon Hyun-hee 申智愛 Hong Ran            |
| 3   | 2007年5月20日 | Taeyoung Cup Korea Women's Open          | −4 (73-69-70=212)  | 4 打差 | Jung Jae-eun クリスティ・カー Eun-Hee Ji |
| 4   | 2007年7月6日  | MBC Tour Korea Golf Art Village Open     | −12 (69-63=132)    | 1 打差 | Eun-Hee Ji                               |
| 5   | 2008年10月3日 | Samsung Finance Ladies Championship      | −10 (65-69-72=206) | 2 打差 | ユン・チェヨン                           |
| 6   | 2009年5月10日 | KB Star Tour First Tourney in Hampyeong  | −12 (68-66-70=204) | 6 打差 | Hee Kyung Seo                            |
| 7   | 2009年9月6日  | KB Star Tour Second Tourney in Kyeongsan | −17 (68-66-66=202) | 3 打差 | Song Min-ji                              |

### JLPGAツアー（28勝）
※本項の成績はJLPGAプロフィールページの生涯成績・記録に基づく。大会名は出場当時で表記し、太字はメジャー大会である。
※全米女子プロゴルフ協会と共催の「TOTOジャパンクラシック」をこの表に含む
| No. | 年月日         | トーナメント                                         | スコア                | 打差       | 2位                                                           |
| --- | -------------- | ---------------------------------------------------- | --------------------- | ---------- | ------------------------------------------------------------- |
| 1   | 2010年3月8日   | ダイキンオーキッドレディスゴルフトーナメント         | −10 (69-70-67=206)    | 5 打差     | 諸見里しのぶ 申智愛 青山加織 朴仁妃 有村智恵                  |
| 2   | 2010年7月18日  | スタンレーレディスゴルフトーナメント                 | −6 (70-71-69=210)     | プレーオフ | 李知姫                                                        |
| 3   | 2010年10月10日 | SANKYOレディースオープン                             | −10 (69-70-67=206)    | プレーオフ | 朴仁妃                                                        |
| 4   | 2010年10月17日 | 富士通レディース                                     | −19 (65-62-70=207)    | 7 打差     | 申智愛                                                        |
| 5   | 2011年5月8日   | ワールドレディス選手権サロンパスカップ               | −10 (71-67-71-69=278) | 3 打差     | 佐伯三貴 テレサ・ルー                                         |
| 6   | 2011年6月12日  | サントリーレディスオープンゴルフトーナメント         | −14 (67-70-67-70=274) | 1 打差     | 李知姫 有村智恵                                               |
| 7   | 2011年8月14日  | NEC軽井沢72ゴルフトーナメント                        | −16 (68-66-66=200)    | プレーオフ | 福嶋晃子                                                      |
| 8   | 2011年10月9日  | SANKYOレディースオープン                             | −9 (71-66-70=207)     | 2 打差     | 大山志保 イ・ジウ 全美貞                                      |
| 9   | 2012年5月6日   | ワールドレディス選手権サロンパスカップ               | −8 (67-69-72=208)     | プレーオフ | 朴仁妃 モーガン・プレッセル                                   |
| 10  | 2012年8月26日  | ニトリレディスゴルフトーナメント                     | −14 (71-63-68=202)    | 2 打差     | 全美貞                                                        |
| 11  | 2012年9月2日   | ゴルフ5レディスプロゴルフトーナメント                | −15 (67-68-66=201)    | 1 打差     | 李知姫                                                        |
| 12  | 2013年8月25日  | CAT Ladies                                           | −15 (70-68-66=204)    | 3 打差     | 笠りつ子                                                      |
| 13  | 2013年9月1日   | ニトリレディスゴルフトーナメント                     | −11 (70-70-65=205)    | 2 打差     | テレサ・ルー                                                  |
| 14  | 2014年4月6日   | ヤマハレディースオープン葛城                         | −5 (70-69-72-72=283)  | 1 打差     | 吉田弓美子                                                    |
| 15  | 2014年5月25日  | 中京テレビ・ブリヂストンレディスオープン             | −8 (69-69-70=208)     | 3 打差     | 佐伯三貴 酒井美紀 李知姫 フェービー・ヤオ 笠りつ子 横峯さくら |
| 16  | 2014年6月15日  | サントリーレディスオープンゴルフトーナメント         | −14 (69-71-68-66=274) | 5 打差     | 飯島茜                                                        |
| 17  | 2014年10月12日 | スタンレーレディスゴルフトーナメント                 | −14 (68-68-66=202)    | 2 打差     | 李知姫                                                        |
| 18  | 2014年10月19日 | 富士通レディース                                     | −11 (64-69-72=205)    | プレーオフ | 横峯さくら 菊地絵理香                                         |
| 19  | 2015年7月26日  | センチュリー21レディスゴルフトーナメント             | −15 (64-67-70=201)    | 1 打差     | 菊地絵理香 ペ・ヒキョン                                       |
| 20  | 2015年11月8日  | TOTOジャパンクラシック（全米女子プロゴルフ協会共催） | −16 (68-65-67=200)    | プレーオフ | アンジェラ・スタンフォード 李知姫                             |
| 21  | 2016年7月24日  | センチュリー21レディスゴルフトーナメント             | −9 (73-67-67=207)     | 1 打差     | 菊地絵理香 木戸愛                                             |
| 22  | 2016年10月9日  | スタンレーレディスゴルフトーナメント                 | −6 (69-69=138)        | プレーオフ | イ・ボミ                                                      |
| 23  | 2017年3月5日   | ダイキンオーキッドレディスゴルフトーナメント         | −6 (73-67-69-73=282)  | 1 打差     | 川岸史果                                                      |
| 24  | 2018年3月11日  | ヨコハマタイヤゴルフトーナメント PRGRレディスカップ  | −11 (71-66-68=205)    | プレーオフ | 鈴木愛                                                        |
| 25  | 2018年4月1日   | ヤマハレディースオープン葛城                         | −5 (72-71-71-69=283)  | 2 打差     | 菊地絵理香                                                    |
| 26  | 2018年7月8日   | ニッポンハムレディスクラシック                       | −13 (69-67-67=203)    | 2 打差     | 川岸史果                                                      |
| 27  | 2018年8月26日  | ニトリレディスゴルフトーナメント                     | −7 (70-70-71-70=281)  | 3 打差     | 渡邉彩香                                                      |
| 28  | 2018年10月21日 | NOBUTA GROUP マスターズGCレディース                  | −12 (65-70-67-74=276) | 2 打差     | キム・ハヌル                                                  |